# Cornelius (påve)
Cornelius, död i juni 253 i Centuricellae, var påve från mars 251 till juni 253. Han led martyrdöden under kejsar Decius förföljelse mot de kristna, och är upptagen bland helgonen i Romersk-katolska kyrkan, med festdag den 16 september, tillsammans med Cyprianus.

## Biografi
Cornelius valdes till påve antingen den 6 eller 13 mars 251, mitt under kejsar Decius förföljelse mot de kristna. Hans utnämning bestreds av Novatianus, som vidhållit sin tro att inte ens biskopar kunde få avlösning för grava synder som mord, äktenskapsbrott eller apostasi, utan att dessa brott skulle lämnas till domen på den yttersta dagen. Cornelius ansåg tvärtom, att biskopar kunde förlåtas för sådana grava synder. Med stöd av Cyprianus vann Cornelius linje och han valdes till påve. Novatianus flydde från Rom, men hans anhängare bildade en sekt som återstoden av kristenheten fördömde som kätteri (novatianer).
I de skrifter där Cyprianus stödjer Cornelius framkommer det, att den romerska kyrkan under denna tid hade 155 präster samt stöttade 1 500 änkor och fattiga.
Efter ett två år långt pontifikat, under kejsar Trebonianus Gallus regering, landsförvisades Cornelius till Centuricellae (Civita Vecchia), där han avled i juni 253.
En del av Cornelius reliker fördes till Tyskland under medeltiden; hans huvud sägs finnas i Kornelimünsterklostret i Aachen. I Rhenlandet vördas han som de älskandes skyddshelgon, och var där en av de Vier Marschälle Gottes. Cornelius är också skyddshelgon för jordbrukare och boskap.
Cornelius lät upptaga Paulus och Petrus kvarlevor ur katakomberna.